# SVT2
SVT2 je druhý televizní kanál švédské televize (Sveriges Television). Zaměřuje se na zpravodajství, sport, dokumenty a obsah pro náročné diváky.

## Historie

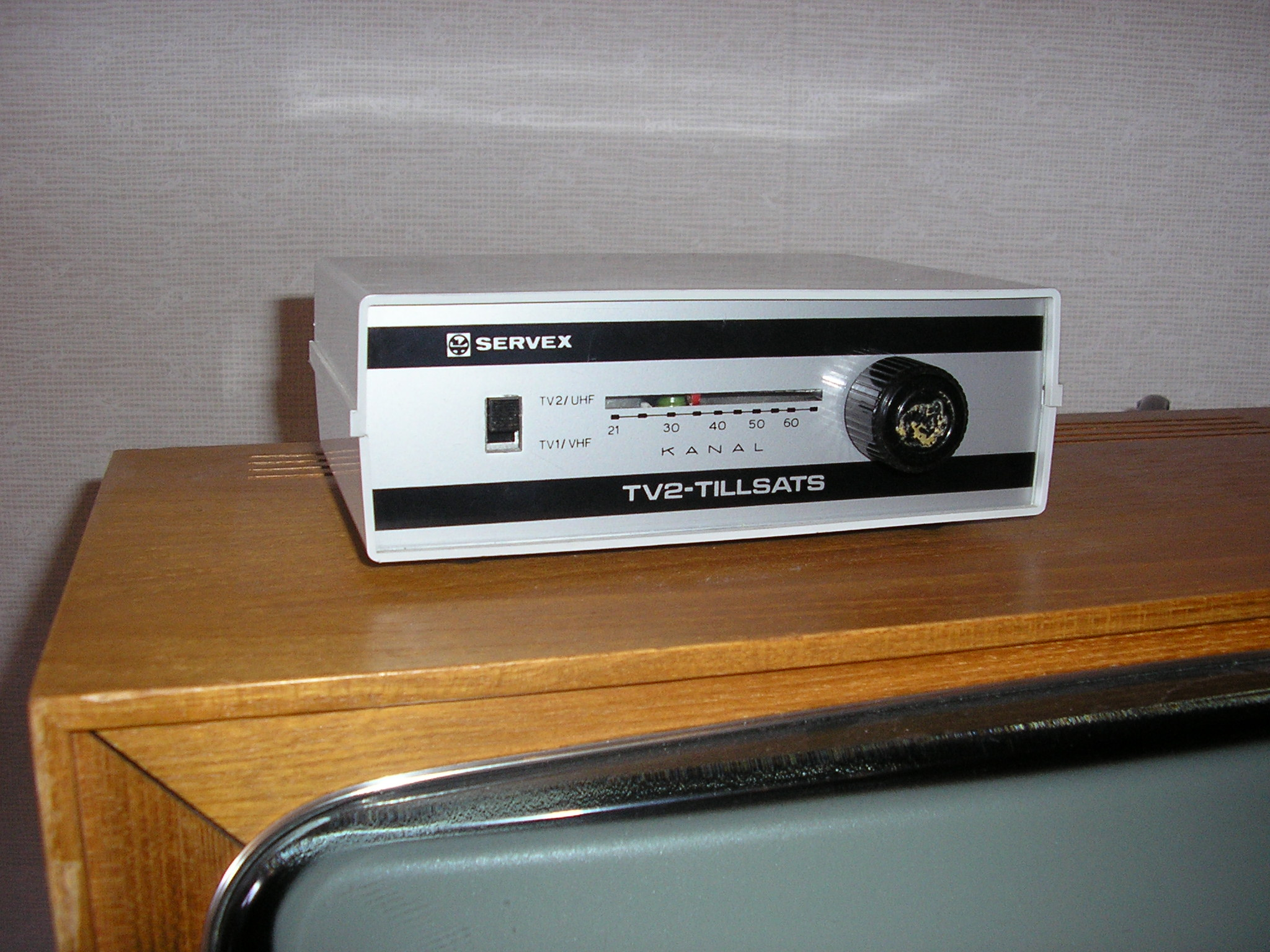
Převodník z frekvenčního pásma UHF na VHF, který byl v době spuštění kanálu nutností pro sledování kanálu na starších přijímačích.

Kanál byl spuštěn 5. prosince 1969 a bylo zamýšleno, že bude o diváky soupeřit s tehdy dosavadním prvním kanálem, proto druhý kanál byl de facto samostatnou jednotkou v rámci švédského rozhlasu (Sveriges Radio), který obě televize v té době provozoval. Mimo jiné tak spustil i vlastní hlavní zpravodajský pořad Rapport. Dobové televizní přijímače ve Švédsku byly schopné přijímat pouze signál VHF, zatímco tento kanál byl v té době spuštěn na UHF, divákům tak musel být poskytován převodník signálu. V 80. letech se objevil nápad na regionální vysílání a proto od roku 1987 začal druhý program vysílat zpravodajství z jednotlivých regionů Švédska, stocholmský obsah byl de facto přesunut na první program toho času přejmenovaný na Kanal 1, 31. srpna se podobným způsobem druhý program přejmenoval na Sverigekanalen. Kvůli objemu stockholmského obsahu byl naopak veškerý zábavný a doplňující obsah přesunut opačným směrem, z prvního na druhý kanál. Kvůli tomu se program na druhém kanálu stal rozmanitým a tím pádem se stal také sledovanějším než první kanál. Sledovanost se rozmělnila s nástupem komerčních televizí, díky kterým se i umělá konkurence obou původních kanálů stala již nadbytečnou a ty byly sjednoceny pod nově vzniknou samostatnou švédskou televizi (Sveriges Television). Z toho důvody byly také přejmenovány na SVT1 a SVT2. V roce 2001 byly ještě v souvislosti se změny ve švédské televizi provedeny programové úpravy na obou stanicích a mimo jiné byly prohozeny hlavní zpravodajské relace – Rapoort se přesunut ze SVT2 na SVT1 a naopak Aktuellt z SVT1 na SVT2.

## Vysílané pořady
Toto je výčet vybraných pravidelných pořadů:
- A-ekonomi
- Agenda
- Aktuellt (de facto hlavní zpravodajská relace SVT2)
- Babel
- Hockeykväll
- Nyhetstecken (zprávy ve znakovém jazyce)
- Oððasat (zprávy ve sámštině)
- Uutiset (zprávy ve finštině)
- Vem vet mest? (soutěžní pořad)

## Loga

Logo používané v 80. letech
Logo z let 1997 až 2001
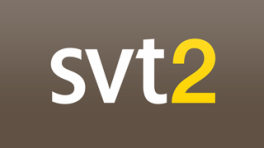
Logo z let 2008 až 2012
Logo z let 2012 až 2016
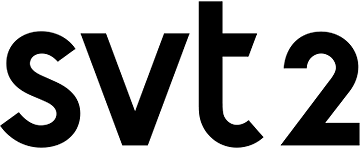
Současné logo z roku 2016